# Grã-Bretanha nos Jogos Olímpicos de Inverno de 2006
A Grã-Bretanha mandou 41 competidores para os Jogos Olímpicos de Inverno de 2006, em Turim, na Itália. A delegação conquistou 1 medalha no total, uma medalha de prata conquistada por Shelley Rudman no skeleton.

## Medalhas
| Atleta         | Esporte  | Evento   | Medalha |
| -------------- | -------- | -------- | ------- |
| Shelley Rudman | Skeleton | Feminino | Prata   |

## Desempenho

### Biatlo
| Atleta      | Evento               | Final     | Final | Final |
| Atleta      | Evento               | Tempo     | Pen.  | Pos.  |
| ----------- | -------------------- | --------- | ----- | ----- |
| Tom Clemens | Velocidade masculino | 31:05.0   | 4     | 78    |
| Tom Clemens | Individual masculino | 1:01:43.9 | 4     | 57    |
| Emma Fowler | Velocidade feminino  | 26:22.9   | 1     | 67    |
| Emma Fowler | Individual feminino  | 1:03:38.9 | 7     | 78    |

### Bobsleigh
| Atleta                                                 | Evento             | Final      | Final      | Final      | Final      | Final   | Final |
| Atleta                                                 | Evento             | 1ª corrida | 2ª corrida | 3ª corrida | 4ª corrida | Total   | Pos.  |
| ------------------------------------------------------ | ------------------ | ---------- | ---------- | ---------- | ---------- | ------- | ----- |
| Lee Johnston Dan Humphries                             | Duplas masculinas  | 56.22      | 55.84      | 57.21      | 57.08      | 3:46.34 | 15    |
| Nicola Minichiello Jackie Davies                       | Duplas femininas   | 57.78      | 57.49      | 58.41      | 58.48      | 3:52.16 | 9     |
| Lee Johnston Martin Wright Karl Johnston Dan Humphries | Equipes masculinas | 56.06      | 56.07      | 55.93      | 55.32      | 3:43.38 | 17    |

### Curling
| Equipe                                                                | Evento    | Preliminar                | Preliminar | Semifinal           | Final                                       | Pos. |
| Equipe                                                                | Evento    | Adversário Placar         | Pos.       | Adversário Placar   | Adversário Placar                           | Pos. |
| --------------------------------------------------------------------- | --------- | ------------------------- | ---------- | ------------------- | ------------------------------------------- | ---- |
| Rhona Martin Jacqueline Lockhart Kelly Wood Lynn Cameron Deborah Knox | Feminino  | DEN Dinamarca V 3-2       | 5          | Não avançou         | Não avançou                                 | 5    |
| Rhona Martin Jacqueline Lockhart Kelly Wood Lynn Cameron Deborah Knox | Feminino  | SUI Suíça V 5-4           | 5          | Não avançou         | Não avançou                                 | 5    |
| Rhona Martin Jacqueline Lockhart Kelly Wood Lynn Cameron Deborah Knox | Feminino  | SWE Suécia D 6-8          | 5          | Não avançou         | Não avançou                                 | 5    |
| Rhona Martin Jacqueline Lockhart Kelly Wood Lynn Cameron Deborah Knox | Feminino  | RUS Rússia V 10-4         | 5          | Não avançou         | Não avançou                                 | 5    |
| Rhona Martin Jacqueline Lockhart Kelly Wood Lynn Cameron Deborah Knox | Feminino  | CAN Canadá D 3-9          | 5          | Não avançou         | Não avançou                                 | 5    |
| Rhona Martin Jacqueline Lockhart Kelly Wood Lynn Cameron Deborah Knox | Feminino  | ITA Itália V 9-5          | 5          | Não avançou         | Não avançou                                 | 5    |
| Rhona Martin Jacqueline Lockhart Kelly Wood Lynn Cameron Deborah Knox | Feminino  | NOR Noruega D 4-8         | 5          | Não avançou         | Não avançou                                 | 5    |
| Rhona Martin Jacqueline Lockhart Kelly Wood Lynn Cameron Deborah Knox | Feminino  | JPN Japão D 5-10          | 5          | Não avançou         | Não avançou                                 | 5    |
| Rhona Martin Jacqueline Lockhart Kelly Wood Lynn Cameron Deborah Knox | Feminino  | USA Estados Unidos V 10-4 | 5          | Não avançou         | Não avançou                                 | 5    |
| David Murdoch Ewan McDonald Warwick Smith Euan Byers Craig Wilson     | Masculino | ITA Itália V 7-5          | 4 Q        | FIN Finlândia D 3-4 | Disputa do bronze: USA Estados Unidos D 6-8 | 4    |
| David Murdoch Ewan McDonald Warwick Smith Euan Byers Craig Wilson     | Masculino | NZL Nova Zelândia D 4-5   | 4 Q        | FIN Finlândia D 3-4 | Disputa do bronze: USA Estados Unidos D 6-8 | 4    |
| David Murdoch Ewan McDonald Warwick Smith Euan Byers Craig Wilson     | Masculino | CAN Canadá D 5-9          | 4 Q        | FIN Finlândia D 3-4 | Disputa do bronze: USA Estados Unidos D 6-8 | 4    |
| David Murdoch Ewan McDonald Warwick Smith Euan Byers Craig Wilson     | Masculino | NOR Noruega V 6-3         | 4 Q        | FIN Finlândia D 3-4 | Disputa do bronze: USA Estados Unidos D 6-8 | 4    |
| David Murdoch Ewan McDonald Warwick Smith Euan Byers Craig Wilson     | Masculino | GER Alemanha V 7-6        | 4 Q        | FIN Finlândia D 3-4 | Disputa do bronze: USA Estados Unidos D 6-8 | 4    |
| David Murdoch Ewan McDonald Warwick Smith Euan Byers Craig Wilson     | Masculino | SWE Suécia V 8-2          | 4 Q        | FIN Finlândia D 3-4 | Disputa do bronze: USA Estados Unidos D 6-8 | 4    |
| David Murdoch Ewan McDonald Warwick Smith Euan Byers Craig Wilson     | Masculino | SUI Suíça V 6-5           | 4 Q        | FIN Finlândia D 3-4 | Disputa do bronze: USA Estados Unidos D 6-8 | 4    |
| David Murdoch Ewan McDonald Warwick Smith Euan Byers Craig Wilson     | Masculino | USA Estados Unidos D 8-9  | 4 Q        | FIN Finlândia D 3-4 | Disputa do bronze: USA Estados Unidos D 6-8 | 4    |
| David Murdoch Ewan McDonald Warwick Smith Euan Byers Craig Wilson     | Masculino | FIN Finlândia D 2-5       | 4 Q        | FIN Finlândia D 3-4 | Disputa do bronze: USA Estados Unidos D 6-8 | 4    |

### Esqui alpino
| Atletas           | Evento                  | Final      | Final      | Final      | Final   | Final |
| Atletas           | Evento                  | 1ª Corrida | 2ª Corrida | 3ª Corrida | Total   | Pos.  |
| ----------------- | ----------------------- | ---------- | ---------- | ---------- | ------- | ----- |
| Chemmy Alcott     | Downhill feminino       |            |            |            | 1:57.85 | 11    |
| Chemmy Alcott     | Super-G feminino        |            |            |            | 1:34.20 | 19    |
| Chemmy Alcott     | Slalom gigante feminino | 1:04.47    | 1:09.95    |            | 2:14.42 | 22    |
| Chemmy Alcott     | Combinado feminino      | DSQ        | DSQ        | DSQ        | DSQ     | DSQ   |
| Alain Baxter      | Slalom masculino        | 54.93      | 51.22      |            | 1:46.15 | 16    |
| Noel Baxter       | Slalom masculino        | 56.07      | 51.15      |            | 1:47.22 | 20    |
| Noel Baxter       | Combinado masculino     | 1:42.26    | 45.64      | 44.89      | 3:12.79 | 14    |
| Roger Cruickshank | Downhill masculino      |            |            |            | 1:54.65 | 37    |
| Roger Cruickshank | Super-G masculino       |            |            |            | 1:34.87 | 37    |
| James Leuzinger   | Slalom masculino        | DNF        | DNF        |            | DNF     | DNF   |
| Finlay Mickel     | Downhill masculino      |            |            |            | 1:51.48 | 25    |
| Finlay Mickel     | Super-G masculino       |            |            |            | 1:32.10 | 22    |

### Luge
| Atleta      | Evento               | Final      | Final      | Final      | Final      | Final    | Final |
| Atleta      | Evento               | 1ª corrida | 2ª corrida | 3ª corrida | 4ª corrida | Total    | Pos.  |
| ----------- | -------------------- | ---------- | ---------- | ---------- | ---------- | -------- | ----- |
| Mark Hatton | Individual masculino | 52.790     | 52.720     | 1:34.895   | 52.494     | 4:12.899 | 35    |
| Adam Rosen  | Individual masculino | 52.610     | 52.130     | 52.093     | 52.150     | 3:28.983 | 16    |

### Patinação artística
| Atleta                | Evento        | Dança obrigatória | Dança obrigatória | Dança original | Dança original | Dança livre | Dança livre | Total  | Total |
| Atleta                | Evento        | Pontos            | Pos.              | Pontos         | Pos.           | Pontos      | Pos.        | Pontos | Pos.  |
| --------------------- | ------------- | ----------------- | ----------------- | -------------- | -------------- | ----------- | ----------- | ------ | ----- |
| Sinéad Kerr John Kerr | Dança no gelo | 31.58             | 11                | 50.28          | 11             | 85.57       | 13          | 167.43 | 10    |

### Patinação de velocidade em pista curta
| Atleta          | Evento           | Preliminar | Preliminar | Quartas     | Quartas     | Semifinal   | Semifinal   | Final       | Final |
| Atleta          | Evento           | Tempo      | Pos.       | Tempo       | Pos.        | Tempo       | Pos.        | Tempo       | Pos.  |
| --------------- | ---------------- | ---------- | ---------- | ----------- | ----------- | ----------- | ----------- | ----------- | ----- |
| Jon Eley        | 500 m masculino  | 42.511     | 2 Q        | 42.424      | 2 Q         | 42.650      | 3 Q         | 42.497      | 5     |
| Jon Eley        | 1000 m masculino | 1:29.147   | 3          | Não avançou | Não avançou | Não avançou | Não avançou | Não avançou | 17    |
| Jon Eley        | 1500 m masculino | 2:23.887   | 3 Q        |             |             | 2:21.862    | 5           | Não avançou | 13    |
| Sarah Lindsay   | 500 m feminino   | 46.290     | 2 Q        | 1:09.785    | 3 Q         | 46.060      | 5           | Não avançou | 8     |
| Sarah Lindsay   | 1000 m feminino  | 1:35.539   | 3          | Não avançou | Não avançou | Não avançou | Não avançou | Não avançou | 16    |
| Sarah Lindsay   | 1500 m feminino  | 2:38.460   | 3 Q        |             |             | 2:29.173    | 6           | Não avançou | 15    |
| Paul Stanley    | 500 m masculino  | 43.486     | 4          | Não avançou | Não avançou | Não avançou | Não avançou | Não avançou | 20    |
| Paul Stanley    | 1000 m masculino | 1:28.511   | 4          | Não avançou | Não avançou | Não avançou | Não avançou | Não avançou | 19    |
| Joanna Williams | 500 m feminino   | 46.857     | 3          | Não avançou | Não avançou | Não avançou | Não avançou | Não avançou | 19    |

### Skeleton
| Atleta          | Evento    | Final      | Final      | Final   | Final            |
| Atleta          | Evento    | 1ª corrida | 2ª corrida | Total   | Pos.             |
| --------------- | --------- | ---------- | ---------- | ------- | ---------------- |
| Kristan Bromley | Masculino | 58.35      | 58.75      | 1:57.10 | 5                |
| Adam Pengilly   | Masculino | 58.37      | 59.09      | 1:57.46 | 8                |
| Shelley Rudman  | Feminino  | 1:00.57    | 1:00.49    | 2:01.06 | Medalha de prata |

### Snowboard
Halfpipe
| Atleta         | Evento             | Preliminar | Preliminar | Preliminar | Preliminar | Final       | Final       | Final |
| Atleta         | Evento             | Pontos     | Pos.       | Pontos     | Pos.       | 1ª corrida  | 2ª corrida  | Pos.  |
| -------------- | ------------------ | ---------- | ---------- | ---------- | ---------- | ----------- | ----------- | ----- |
| Kate Foster    | Halfpipe feminino  | 16.4       | 24         | 24.7       | 14         | Não avançou | Não avançou | 20    |
| Lesley McKenna | Halfpipe feminino  | 1.4        | 34         | 5.2        | 27         | Não avançou | Não avançou | 33    |
| Vinzenz Lueps  | Halfpipe masculino | 14.3       | 35         | 27.8       | 20         | Não avançou | Não avançou | 26    |

Snowboard Cross
| Atleta       | Evento                   | Preliminar | Preliminar | Oitavas | Quartas | Semifinal   | Final                | Final |
| Atleta       | Evento                   | Pontos     | Pos.       | Posição | Posição | Posição     | Posição              | Pos.  |
| ------------ | ------------------------ | ---------- | ---------- | ------- | ------- | ----------- | -------------------- | ----- |
| Zoe Gillings | Snowboard cross feminino | 1:31.93    | 12 Q       |         | 4       | Não avançou | Disputa de 13º-16º 3 | 15    |

Legenda
| Recorde mundial      | Recorde mundial (World record)               |                       | Recorde africano                      | Recorde africano (African) |                                           | Q | Classificado por posição (Qualified) |
| Recorde olímpico     | Recorde olímpico (Olympic record)            | Recorde da América    | Recorde da América (Americas)         | q                          | Classificado por melhor tempo (Qualified) |   |                                      |
| Melhor marca do ano  | Melhor marca do ano (World leading)          | Recorde asiático      | Recorde asiático (Asian)              | DNS                        | Não largou (Did not start)                |   |                                      |
| Recorde nacional     | Recorde nacional (National record)           | Recorde europeu       | Recorde europeu (European)            | DNF                        | Não terminou (Did not finish)             |   |                                      |
| Recorde pessoal      | Recorde pessoal do atleta (Personal best)    | Recorde da Oceania    | Recorde da Oceania (Oceania)          | DSQ / DQ                   | Desclassificado (Disqualified)            |   |                                      |
| Recorde da temporada | Recorde da temporada do atleta (Season best) | Recorde sul-americano | Recorde sul-americano (South America) | NM                         | Sem marca (No mark)                       |   |                                      |